# 收信快樂
《收信快樂》是台灣歌手萬芳的首張EP，在2001年12月29日推出。EP只收錄了一段獨白《我們不應該再通信了》和一首歌《收信快樂》。

## 曲目
| 曲序 | 曲名               | 曲     | 詞     | 編曲   | 附註 |
| 01   | 我們不應該再通信了 |        |        |        | 獨白 |
| 02   | 收信快樂           | 陳小霞 | 易家揚 | 徐千秀 |      |

## 唱片版本
- CD版

## 備註
1. ↑  YESASIA : 收信快樂  鐳射唱片 - 萬芳, 滾石 (HK) ，2012年11月20日 (二) 16:30 (UTC+8)查閱（繁體中文）